# Kryšpín Fuk
Kryšpín Fuk z Hradiště (někdy též Fuck, 1585, Olomouc – 1653, Praha) byl mezi lety 1637–1653 opat Strahovského kláštera. Před tím vykonával funkci probošta v klášterech ve Schläglu a v Doksanech a funkci titulárního opata kláštera v Milevsku. Jsou mu připisovány zásluhy o splavnění řeky Vltavy kvůli většímu výnosu z obchodu se solí.

## Život a činnost
Narodil se roku 1585 v Olomouci. Roku 1609 ve svých 24 letech byl vysvěcen na kněze a záhy poslán jako probošt do Schläglu (česky Drkolná) na dnešní rakousko-české hranici. Zde působil do roku 1622, kdy byl jmenován proboštem kláštera v Doksanech. Za jeho působení byly v Doksanech prozatímně uloženy ostatky sv. Norberta, zakladatele premonstrátského řádu, které byly následně převezeny v květnu 1627 do Prahy.
Od roku 1623 vykonával i funkci titulárního opata v Milevském klášteře. Zde se mnohdy nevybíravými prostředky zasloužil o rekatolizaci města a panství (byl nazýván kladivem na kacíře) a městu zrušil některé výsady; hospodářsky však panství povznesl.
V roce 1637 se stal nástupcem Kašpara z Questenberka ve funkci opata Strahovského kláštera. 
Po dohodě s Ferdinandem III. přispěl 1641–43 k úpravě a splavnění Svatojánských proudů na Vltavě. Dal odstranit kameny a další překážky z koryta řeky, aby nebránily voroplavbě. Za provedení těchto prací, na nichž se podílel také malíř a hydrograf Daniel Altmann (nakreslil panorama řeky), byl Fuk povýšen do šlechtického stavu a psal se s přídomkem z Hradiště.
Roku 1644 byl jmenován administrátorem pražské diecéze a současně pražským pomocným biskupem s titulem biskupa trapezuntského, roku 1647 generálním vikářem premonstrátských klášterů v Čechách a v Polsku.